# すぴか
すぴかは、日本のイラストレーター、モデル、タレント。TP-S(TWIN PLANET SATELLITE)所属。栃木県宇都宮市出身。身長148cm。血液型A型。イラストレーターとして活動しているサークル名は｢星屑ぺんぎん｣

## 略歴

### 学生時代
子供の頃から絵を描くことが大好きで、高校の頃にはイラストレーターとして活動を始め評価される。
大学の学費はイラストレーターとしての収入とバイトで稼いだ貯金でまかなっていた。

### 芸能の世界へ
その後、芸能界にも活動の幅が広がり、CM出演やモデルとしても活動を開始する。
TP-Sに所属したのを機に、2017年7月19日よりSHOWROOMにて配信を開始。

### 現在
イラストレーターとして活動を続けながら、モデル･演技などのレッスンを受け、日々邁進中。
SHOWROOMの配信を毎日続けている。(顔を出しての動画配信、お絵かき配信、モグモグ(食事)配信、料理配信、コスプレ配信、etc...)

## 特徴
- 地声のキーが高い。 (幼い頃から)
- 絵は独学で学び、｢ふんわり｣として和やかな世界観の作品が多い。
- 自宅で絵を描くときは、歌いながらかアニメを見ながら(聞きながら)描いていることが多い。
- 服装によっては女子高生や未成年に間違われることが多々ある。(成人はしている)
- 書ききれないほどのドジを日々積み重ねている。本人曰く｢多少のドジでは動じなくなった｣とのこと。
- 弟がいる。
- 母親はデザイナー。
- 母親から譲り受けたぬいぐるみの家族、｢ぷーちゃん ｣(フルネーム:飛んでけ、ぷーちゃん)を大切にしている。
- キーの高いキャラのモノマネが上手い。
- 子供の頃にお菓子を好きなだけ食べれなかった反動か、｢大人になったら好きなだけお菓子を食べる｣を毎日実行している。
- 料理が上手い。

＊SPY×FAMILYのアーニャの声真似が得意。

## 活動

### イラストレーター
サークル名｢星屑ぺんぎん｣として活動中。

#### 2016年
- コミティア116 (5月5日)
- コミティア117 (8月21日)
- コミティア118 (10月23日)

#### 2017年
- コミティア120 (5月6日)
- コミティア122 (11月23日)
- コミックマーケット93 (合同参加 12月29日～31日)

#### 2018年
- コミティア123 (2月11日)
- コミティア124 (5月5日)
- BOOTH Festival WEB即売会 (5月11日) [1]
- コミックマーケット94 (8月12日)
- コミティア125 (8月19日)

### モデル
- グルメアプリ｢TERIYAKI｣ (TERIYAKI × 美女 × おいしいご飯  公式レポートモデル) 2018年[2]

### 雑誌
- SS(スモールエス) 9月号巻頭記事[3]

## 出版物

### イラスト本
- 女子高生と楽器本  - コミティア117 (2016年8月21日)
- 三つ編みゅーず
- Aquorsイラストファッションブック
- Make up
- Mon favories - コミティア120 (2017年5月6日)
- HAPPY PARTY TRAIN
- Cute&Cute
- I like cute things - コミティア122 (2017年11月23日)
- pajamas party！ - コミックマーケット93 (2017年12月29日～31日)
- Happy time - コミックマーケット93 (2017年12月29日～31日)
- Gremm Fairy Taies - コミティア123 (2018年2月11日)
- Ice cream ~森のアイスクリーム屋さん~ - コミティア124 (2018年5月5日)